# هنری-الکساندر والون
هنری-الکساندر والون (انگلیسی: Henri-Alexandre Wallon؛ ۲۳ دسامبر ۱۸۱۲ – ۱۳ نوامبر ۱۹۰۴) یک سیاست‌مدار، و تاریخ‌نگار اهل فرانسه بود. وی به عنوان یک دولتمرد سهم تعیین کننده در ایجاد جمهوری سوم فرانسه داشت و به عنوان «پدر جمهوری» نام گرفت. او همچنین برنده جوایزی همچون لژیون دونور (فرمانده) شده است.
هنری الکساندر، پدربزرگ روانشناس و سیاستمدار معروف هنری والون بود.
او در ۱۳ نوامبر ۱۹۰۴ درگذشت و مقبره وی در گورستان مون‌پارناس، پاریس است.